# Mundi
Mundi là một thị xã và là một nagar panchayat của quận East Nimar thuộc bang Madhya Pradesh, Ấn Độ.

## Địa lý
Mundi có vị trí 22°04′B 76°30′Đ / 22,07°B 76,5°Đ Nó có độ cao trung bình là 289 mét (948 feet).

## Nhân khẩu
Theo điều tra dân số năm 2001 của Ấn Độ, Mundi có dân số 10.667 người. Phái nam chiếm 52% tổng số dân và phái nữ chiếm 48%. Mundi có tỷ lệ 61% biết đọc biết viết, cao hơn tỷ lệ trung bình toàn quốc là 59,5%: tỷ lệ cho phái nam là 70%, và tỷ lệ cho phái nữ là 52%. Tại Mundi, 15% dân số nhỏ hơn 6 tuổi.